# シグニファイア
シグニファイア(signifier)とは、対象物と人間との間のインタラクションの可能性を示唆する手掛かりのことである。デザイン用語としては、アメリカ合衆国の認知科学者ドナルド・ノーマンによって提唱された。
俗にアフォーダンスとも称するが、本来アフォーダンスとは「対象物と人間との間のインタラクションの可能性」自体を指し、「対象物と人間との間のインタラクションの可能性を示唆する手掛かり」を指すわけではない。

## 歴史
1988年、提唱者のノーマンは心理学者ジェームズ・ギブソンの定義したアフォーダンスという用語を著書『誰のためのデザイン？ ―認知科学者のデザイン原論』（原題: The Design of Everyday Things）において紹介し、対象物と人間との間のインタラクションの可能性をデザインによって示すことの重要性を説いた。この観点はデザイン領域に多大な影響を与えたが、このとき紹介されたアフォーダンスという用語が本来とは異なる意味で濫用されるようになってしまった。
そこでノーマンは、スイスの記号学者フェルディナン・ド・ソシュールによって定義された記号学用語シニフィアン（英語でsignifier、シグニファイア）を借り、俗用されるアフォーダンスへの代替語としてデザイン領域に導入した。ノーマンが2013年に再執筆した『誰のためのデザイン？　増補・改訂版　―認知科学者のデザイン原論』（原題: The Design of Everyday Things: Revised and Expanded Edition）やその他の著者によるデザイン書籍においても、アフォーダンスとシグニファイアは異なる概念として説明されている。

## 概要

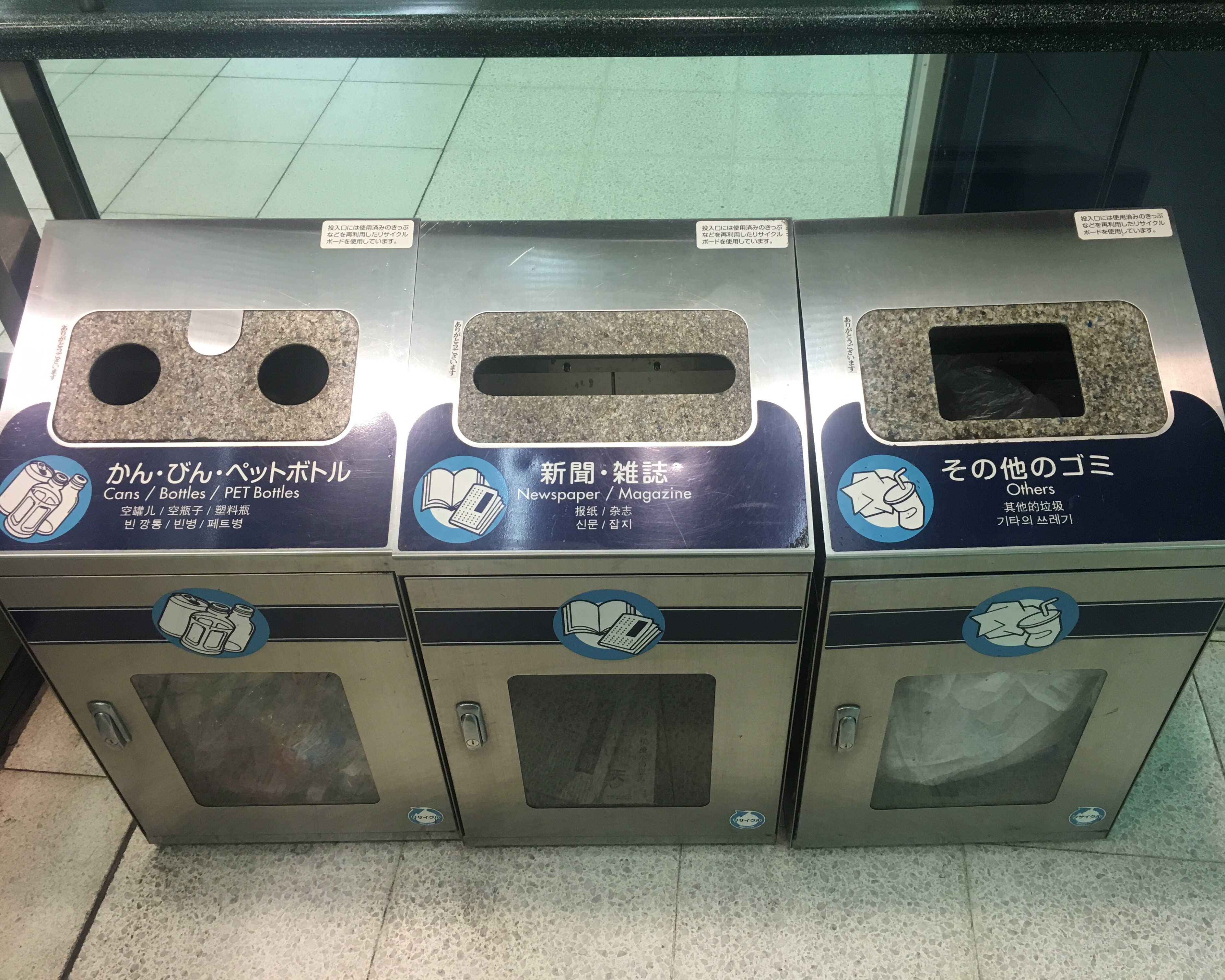
ゴミ箱に付与されたシグニファイア

シグニファイアは利用者に対してアフォーダンスやデザイナの意図を示すものであり、多くの場合、デザイナによって設計対象物に付与されるものである。主に工業製品、建築、ウェブページ、アプリケーションソフトウェアなどの設計に応用される。
たとえば、駅や公共施設に設置されるゴミ箱のデザインには、投入すべきゴミの種類に応じてゴミ投入口の形状を変えているものがある。丸い投入口は空き缶やビンを投入することを示すシグニファイアであり、細長い四角の投入口は雑誌や新聞を投入することを示すシグニファイアである。これらのシグニファイアがゴミ箱に付与されていることにより、ゴミ箱の利用者はより直感的にゴミの分別をすることができる。
一般的には、デザイナは対象物の用途や仕様に沿うようなシグニファイアを設計すべきであるとされるが、目的によっては、あえて対象物の用途や仕様に反するようなシグニファイアが設計されることもある。また、偶然発生した現象がシグニファイアとして働く場合もあるほか、一部のシグニファイアはデザイナが意図しなかった解釈を利用者に与えることがある。なお、シグニファイアは必ずしも視覚によって知覚される特徴のみを指すわけではない。聴覚や触覚などによって知覚される特徴もまたシグニファイアとなりうる。

## シグニファイアの例
以下にシグニファイアの例を示す。
扉の取手部分に取り付けられた平たい板
扉の向こう側へ行こうとする人間にとって、この平たい板は「押し開ける」という行為のシグニファイアである。同時に、この平たい板は「押し開ける」というアフォーダンスを扉の利用者に想起させる。
はんだごての形状
はんだごてを持とうとする人間にとって、ペンと共通したその形状は「ペンのように持つ」という行為を想起させるシグニファイアである。ただし、はんだごてを「ペンのように持つ」というアフォーダンスは使用者に対して有用ではない。
ウェブページ上に設置されたボタン状のリンク
あるウェブページ上に設置されたボタン状のリンクは「この範囲をクリックしてページ遷移する」ことを示したいデザイナーの意図により設置されたシグニファイアである。
駅のホームで電車を待つ人々
電車に乗ろうとする人間にとって、駅のホームで電車を待つ人々は「まだ電車は来ていない」という意味を想起させるシグニファイアである。これは意図的でない現象が偶然シグニファイアとして働いた例である。

## アフォーダンスとの関係
アフォーダンスはあくまで「対象物と人間との間のインタラクションの可能性」であり、たとえ人間がそれを知覚しない場合であっても常に存在している。
一方、シグニファイアは対象物のもつアフォーダンスやデザイナの設計意図などを顕在化させる役割を担うものであり、常に知覚可能であることが前提となっている。
上述のとおり、アフォーダンスとシグニファイアは異なる概念であるが、歴史的経緯からアフォーダンスという用語がシグニファイアと同義に使用されることも少なくなく、適宜読み替えが必要になることがある。また、シグニファイアの概念および呼称を認識していながら、あえて旧来のアフォーダンスという呼称を使用するデザイナや認知科学者もいる。

## シニフィアンとの関係
ソシュールの定義したシニフィアンは、ある特定の概念を想起させるような記号表現のことであり、ノーマンがデザイン領域に導入したシグニファイアもまた抽象的観点からみればその定義を踏襲しているといえるが、両者は使用される場面や文脈が異なる。
ソシュールのシニフィアンは言語学的側面に重点が置かれており、記号と概念との関係性を明らかにするために、必ずシニフィエという語とともに使用される。たとえば、海という漢字（シニフィアン）は海の概念（シニフィエ）を想起させるが、この関係性を議論するときにシニフィアンおよびシニフィエの語が用いられる。
一方、ノーマンのシグニファイアは工学的側面に重点が置かれており、何らかの表現を用いて特定の行為や意味を想起させることにより、人間に好ましい行動選択を促したり対象物の操作方法を説明したりする目的で使用される。たとえば、ボタンの形状（シグニファイア）は押すという行為（概念、メンタルモデル）を想起させるが、この行為の誘導性を議論するときにシグニファイアの語が用いられる。記号学用語としてのシニフィアンはシニフィエとともに語られるのに対し、人間工学用語としてのシグニファイアは（たとえばシグニファイドのような）文法的に対称関係となるような術語を特に持たず、通例、単独の語として紹介される。